# Ronde van Peking
De Ronde van Peking (Engels: Tour of Beijing) was een vijfdaagse wielerwedstrijd in China die tussen 2011 en 2014 georganiseerd werd.
De eerste editie bestond uit vijf etappes en werd verreden van 5 tot 9 oktober 2011. De wedstrijd maakte meteen deel uit van de UCI World Tour en bleef dat tot 2014. In eerste instantie was er sprake van een boycot van de eerste editie, maar uiteindelijk gingen toch alle ploegen met een serieus team van start. De Duitse tijdrijder Tony Martin won de eerste en de tweede editie. Beñat Intxausti won de derde editie en Philippe Gilbert de vierde en laatste.
Met de Ronde van Guangxi in oktober 2017 is er een opvolger voor een meerdaagse wielerronde in China.

## Overzicht winnaars

### Overwinningen per land
| Overwinningen | Land      |
| ------------- | --------- |
| 2             | Duitsland |
| 1             | Spanje    |
| 1             | België    |

### Meeste etappezeges
| Etappes | Naam           |
| ------- | -------------- |
| 2       | Nacer Bouhanni |
| 2       | Tony Martin    |
| 2       | Luka Mezgec    |
| 2       | Elia Viviani   |

2011 ·
2012 ·
2013 ·
2014
2011 · 2012 · 2013 · 2014 · 2015 · 2016 · 2017 · 2018 · 2019 · 2020 · 2021 · 2022 · 2023 · 2024 · 2025
Tour Down Under · Great Ocean Road Race · Ronde van de Verenigde Arabische Emiraten · Omloop Het Nieuwsblad · Strade Bianche · Parijs-Nice · Tirreno-Adriatico · Milaan-San Remo · Ronde van Catalonië · Classic Brugge-De Panne · E3 Harelbeke · Gent-Wevelgem · Dwars door Vlaanderen · Ronde van Vlaanderen · Ronde van het Baskenland · Parijs-Roubaix · Amstel Gold Race · Waalse Pijl · Luik-Bastenaken-Luik · Ronde van Romandië · Eschborn-Frankfurt · Ronde van Italië · Ronde van Auvergne-Rhône-Alpes · Ronde van Zwitserland · Copenhagen Sprint · Ronde van Frankrijk · Clásica San Sebastián · Ronde van Polen · Cyclassics Hamburg · Renewi Tour · Ronde van Spanje · Bretagne Classic · GP van Québec · GP van Montréal · Ronde van Lombardije · Ronde van Guangxi